# Luna (Clementino)
Luna è un brano estratto come singolo dell'album Miracolo!, uscito il 28 aprile 2015, del rapper italiano Clementino. La melodia della canzone è stata prodotta da DJ Tayone, versione remixata della canzone degli anni '80 Kalimba de Luna.
Clementino ha guadagnato uno tra i primi posti nella classifica Hip-Hop/R&B di MTV.

## Video musicale
Il videoclip è stato pubblicato il 16 aprile 2015 sul canale YouTube del rapper. Pepsy Romanoff ha girato il video a Ibiza.